# Euliphyra hewitsoni
Euliphyra hewitsoni är en fjärilsart som beskrevs av Aurivillius 1898. Euliphyra hewitsoni ingår i släktet Euliphyra och familjen juvelvingar. Inga underarter finns listade i Catalogue of Life.